# トゥメル・メティン
トゥメル・メティン（Tümer Metin、1974年10月14日 - ）は、トルコ・ゾングルダク県ゾングルダク出身の元プロサッカー選手。元トルコ代表。現役時代のポジションは、ミッドフィールダー（MF）。

## 経歴
地元クラブでプレーを始め、トルコ国内のクラブを渡り歩いた。ベシクタシュとフェネルバフチェではリーグ優勝を経験した。
その後、ギリシャに渡り2011年12月に現役引退を表明した。

## タイトル
ベシクタシュ
- スュペル・リグ 2003
- テュルキエ・クパス 2006

フェネルバフチェ
- スュペル・リグ 2007
- テュルキエ・スュペル・クパス 2007